# Нефрусебек
Нефрусебек або Собекнеферу (єгипетська: Sbk-nfrw, «Краса Себека») — перша відома жінка-фараон, остання представниця XII династії у Стародавньому Єгипті. Взійшла на престол після смерті Аменемхета IV — свого брата і, можливо, чоловіка, який не залишив спадкоємців чоловічої статі. Згідно з Туринським списком царів, її правління тривало 3 роки, 10 місяців і 24 дні, у 1806—1802, 1763—1760 або 1760—1756 рр. до н. е..

## Сім'я
Нефрусебек була молодшою донькою фараона Аменемхета III, однак ім'я її матері не встановлено. Відомо про трьох жінок у житті Аменемхета III, що, ймовірно, були його дружинами: Аат, Хенеметнеферхеджет III і Хетепті. Аат була похована під пірамідою свого чоловіка у Дахшурі разом із царицею, ім'я якої втрачено. У тому самому місці було знайдено розграбоване поховання Хенеметнеферхеджет III.
Найстаршою відомою донькою Аменемхета III була Неферупта. Її ім'я записане всередині картуша, що свідчить про те, що вона готувалась успадкувати престол. Однак, Неферупта померла раніше, ніж її батько. У комплексі піраміди у Дахшурі було знайдено поховання трьох інших принцес — Хатхорхотеп, Нубхетепті і Сітхатор, однак невідомо, чи були вони доньками Аменемхета III.
Після смерті Неферупти право наслідувати престол передалось її єдинокровному брату Аменемхету IV. Враховуючи, що різниця у віці між ним і Аменемхетом III була 84 роки, деякі історики вважають, що він скоріше був його онуком. Матір'ю Аменемхета IV була Хетепті, яка мала титул «Мати фараона», однак про титул «Дружина фараона» нічого невідомо.
Манефон засвідчив, що Аменемхет IV і Нефрусебек були одружені, однак це твердження не доведене, оскільки Нефрусебек, так само як і Хетепті, не мала особливого титулу. На 10-му році свого правління Аменемхет IV вмирає. Внаслідок відсутності спадкоємця, престол переходить до Нефрусебек. Однак, на думку К. Рихольта і Д. Бейкера, Аменемхет IV все-таки мав синів, котрими були найперші фараони XIII династії — Себекхотеп I і Сенебеф (ця теорія досі не підтверджена).

## Культ Себека
Нефрусебек стала першим фараоном, ім'я якого було пов'язане з богом-крокодилом Себеком, володарем Нілу. Відомо, що її батько, Аменемхет III, був шанувальником його культу та сприяв розвитку Фаюмської оази і зведенням Крокодилополя (єгип. Шедіт, нині Кіман-Фаріс) — економічного і релігійного центра XII династії, також відомого як місто шанування крокодилів. Поблизу Шедіта Аменемхет побудував піраміду з лабіринтом, в якому мешкав священний крокодил — син Себека, Петсухос. Згодом Нефрусебек розширила лабіринт свого батька. Існує припущення, що дві з чотирьох поховальних камер піраміди належали Аменемхету і Нефрусебек.

## Правління
Правління Нефрусебек і її попередників відносять до золотого віку Середнього царства. Розквіт приписують Сенусерту III і Аменемхету III. Сенусрет III ліг в основу грецького легендарного персонажа Сезостріса, описаного Манефоном і Геродотом. Він керував військовими експедиціями до Нубії, Сирії та Палестини і побудував 60-метрову піраміду. Згідно з написом в Абідосі Сенусерт III правив 39 років. Його наступником став Аменемхет III, який займався розвитком Фаюма та зведенням монументальних споруд. За 45 років правління він побудував дві піраміди — у Дахшурі та в Хаварі. Відомостей про правління Аменемхета IV мало. Відповідно до Туринського папірусу, він правив 9 років, 3 місяці та 27 днів.

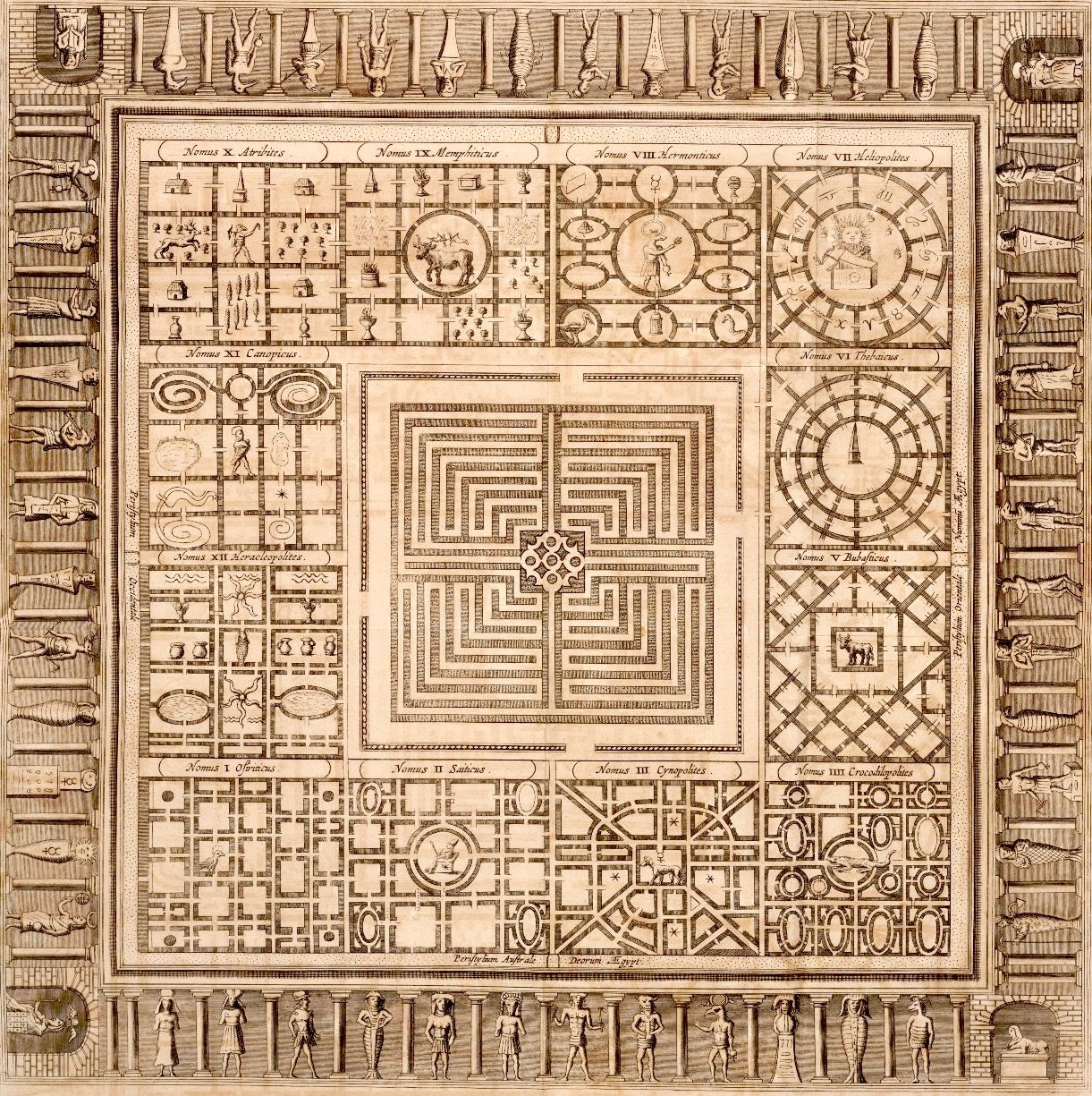
Лабіринт у Хаварі, описаний Геродотом

Через відсутність спадкоємців престол посідає Нефрусебек. За неповні 4 роки свого правління вона розширила похоронний комплекс Аменемхета III у Хаварі з 3000 підземними кімнатами і розпочала будівельні роботи в Гераклеополі Магні. Лабіринт у Хаварі Геродот описав так: «Те, що я побачив неможливо описати словами. Якби хтось зібрав усі споруди греків, то вони б здались набагато меншими як зусиллями, так і витратами на цей лабіринт… навіть піраміди неможливо описати словами, кожна з них була рівна багатьом витворам греків. Але лабіринт перевершує навіть їх». Більша частина піраміди була розграбована, тому зараз вона має вигляд знищеного кургану.
Рання смерть Нефрусебек поклала кінець як XII династії, так і Середньому царству. Місце її поховання досі не підтверджено. Припускають, що воно знаходилось у пошкодженому комплексі поблизу піраміди Аменемхета IV у Мазгуні.

## Чи була першою?
К. Куні характеризує Стародавній Єгипет як унікальну країну, що дозволяла жінкам набувати формальної та абсолютної влади. Вона стверджує, що жінки були зведені на престол як тимчасова заміна лідеру-чоловіку; їхні наступники регулярно стирали їхні правління з історії, і загалом єгипетське суспільство гнітило жінок.
Нефрусебек була однією з небагатьох жінок, які правили в Єгипті, і першою, яка прийняла повний королівський титуляр, відрізняючись від усіх попередніх жінок-правителів. Але чи була вона першою?
Ще за правління I династії відомо про Мернейт — регентку при сині Дені. Інколи її вважають першою правлячою царицею в історії, однак невідомо, чи була вона незалежним фараоном.
На дверях гробниці Хенткаус I, дружини фараона IV династії, було виявлено титул «Мати царя». Хенткаус навіть зображена в позі короля з накладною бородою і царською коброю на лобі. Можливо, вона була регенткою при сині Сахуре.
Геродот у своїх працях згадує жінку на ім'я Нітокріс, що жорстоко помстилася за смерть свого брата-фараона, після чого наклала на себе руки. Манефон помилково присвоює їй будування першої піраміди. Тривалий час вважалось, що Нітокрис фігурує у фрагменті Туринського списку царів, під ім'ям Нітікрет, однак мікроскопічний аналіз свідчить про те, що це насправді неправильна транскрипція імені Нетьєркаре Сіптаха. Можливо, Нітокріс — лише грецька легенда і її ніколи не існувало.

## Спадщина

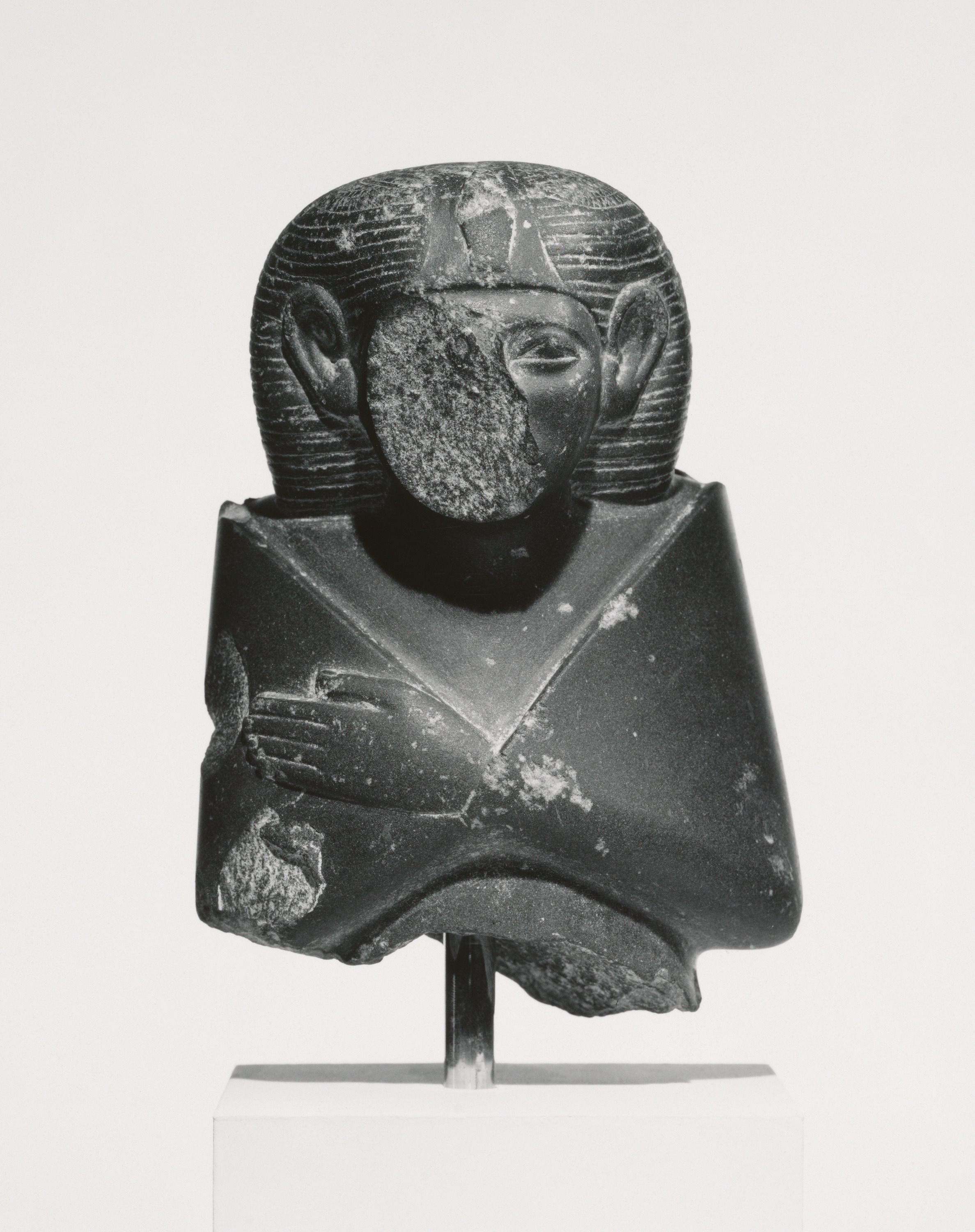
Нефрусебек, Метрополітен-музей

На відміну від Хатшепсут, доказів правління Нефрусебек збереглось мало. Її ім'я засвідчено в кількох списках царів. У списку Манефона воно записане як Скеміофріс (гр. Σκεμίοφρις), що є грецькою транскрипцією її імені при народженні. Тронне ім'я міститься в Саккарському списку під номером 22. Ім'я при народженні займає 22 позицію у списку царів Карнака. Ім'я Нефрусебек також збереглось у записі про затоплення Нілу і неодноразово згадується у похоронному храмі Аменемхета III, тоді як ім'я брата-попередника Аменемхета IV відсутнє. У Туринському каноні окрім імені є запис про тривалість правління Нефрусебек — 3 роки, 10 місяців і 24 дні.
До наших часів збереглось 5 статуй цариці, кілька намистин, скарабеїв і печаток з її іменем. Деякі статуї Нефрусебек представляють її у повних королівських регаліях, що носили чоловіки-фараони (фальшива борода з козячого волосся, скіпетр за формою схожий на ґирлиґу чабана і батіг «Негага»). 3 статуї було знайдено у Телль-ель-Даба.
На одній зі статуй Нефрусебек зображена у чоловічому кілті поверх жіночої сукні. Г. Келлендер припустив, що ця двозначність була викликана у необхідності збереження образу традиційного фараона, адже існувало чимало критиків, яких не задовольняла стать фараона. Інші вчені стверджують, що це ніяк не пов'язано з її статтю: результат комбінування чоловічого і жіночого одягу — бажання цариці наслідувати своїх попередників. Також на статуї є напис «донька Ре (?), його тіла, Нефрусебек, нехай вона живе як Ре вічно». На її тулубі висить кулон, створений за зразком того, який носив Сенусерт III.
Відома статуя з головою Нефрусебек є загубленою частиною іншої статуї. Бюст зберігався в Єгипетському музеї Берліна, але був втрачений під час Другої світової війни. До наших часів дійшли лише його фотографії. Чорного базальтового сфінкса без голови, виявленого Е. Навіллем у Хатана-Кантиріз також приписують Нефрусебек.
На одному із зображень на голові Нефрусебек міститься незвична корона: на думку істориків, таке поєднання, можливо, було результатом спроби об'єднати корони царя і цариці. На сереху однієї з гранітних колон зображено Аменемхета III, що простягає анкх сереху Нефрусебек, що символізує отримання спадкоємицею легітимності.
Монументальні твори цариці постійно асоціюють її з Аменемхетом III, а не з Аменемхетом IV, підтверджуючи теорію про те, що вона була царською дочкою і, можливо, лише зведеною сестрою Аменемхета IV.
Ймовірно, через своє коротке правління Нефрусебек так і не встигла побудувати власну піраміду, як це було типово для царської родини Середнього царства. Папірус із Хараге, датований періодом її правління, згадує місце під назвою Секхемнеферу, що могло бути назвою її піраміди.